# Fruits et légumes (série télévisée)
Fruits et légumes est une série télévisée française de 26 épisodes de Christophe Andrei, Sylvie Durepaire et Christophe Salachas diffusée du 25 juillet 1994 au 26 août 1994 sur France 3.

## Synopsis
La série suit le quotidien de la famille Badaoui et de l'épicerie de quartier tenue par les époux Badaoui,.

## Distribution

### Distribution principale
- Mostéfa Stiti : Amar Badaoui
- Nadia Samir : Farida Badaoui
- Ysa Ferrer : Zouzou Badaoui
- Gad Elmaleh : Réda Badaoui
- André Gaillard : Mr Baudoin
- Sophie Ladmiral : Suzanne
- Youssef Diawara : Honoré
- M'Hamed Binakdane : Yoyo Badaoui
- Rabah Loucif : Aziz

### Invités
- Luna Sentz : Nora "Marilyn"
- François Rocquelin : Momo
- Bruno Le Millin : Jean Baron
- Ariane Lorent : Ariane
- Anais Subra : Sveltana

## Épisodes
1. Les loulous de Zouzou
2. La composition française
3. Le chat de Suzanne
4. Amar ce héros
5. Erreur sur la personne
6. L'ordinateur d'Amar
7. Farida se rebiffe
8. Weed-end à Enghien
9. Tout est permis
10. Yoyo dépouille
11. Toto l'aristo
12. La quinzaine Africaine
13. Le Q I de Yoyo
14. Honoré le vigile
15. La super coupe
16. Un amour de Zouzou
17. Petits boulots et gros cabot
18. Télé junior
19. L'héritage d'Honoré
20. Le malade imaginaire
21. Le philtre de Bamako
22. La vidéo de Yoyo
23. Le fiancé de Marilyn
24. La déprime de Suzanne
25. Déjeuner chez Amar's
26. Titre inconnu

Source : INA

## Commentaires
- Créée par Henri de Turenne et Akli Tadjer, cette fiction est la troisième série dans les années 1990 à intégrer des personnages d'origine maghrébine après les séries Sixième gauche et La Famille Ramdam diffusées sur FR3 et M6[4]bien avant la série H[5]
- Cette série marque la première apparition de Gad Elmaleh dans une fiction francophone.
- Tout comme Plus Belle la vie dix ans plus tard[6] , Fruits et légumes a bénéficié du soutien du FASILD ce qui créée une connexion entre les deux feuilletons. En effet, les deux feuilletons avaient pour objectif de montrer la diversité des citoyens français à une heure de grand écoute.